# Menyanthaceae
Meniantacee (Menyanthaceae Dumort., 1829) è una famiglia di piante acquatiche, angiosperme eudicotiledoni appartenenti all'ordine delle Asterales.

## Etimologia
Il nome della famiglia deriva dal suo genere più importante (Menyanthes) la cui etimologia è incerta e deriva da due parole greche: "mene (mhnh)" (= luna, luna crescente) oppure "minyos" (= piccolo, piccola) oppure "mèn"' (= mese) e da "antho (anqoj)" (= fiore); con allusione alla breve fioritura di alcune piante di questa famiglia. I primi riferimenti a questo nome si trovano nei scritti di Teofrasto (371 a.C. – Atene, 287 a.C.) che è stato un filosofo e botanico greco antico, discepolo di Aristotele, autore di due ampi trattati botanici, e si riferiscono ad una pianta acquatica (Nymphoides peltata). In tempi moderni è stato il botanico francese Joseph Pitton de Tournefort (Aix-en-Provence, 5 giugno 1656 – Parigi, 28 dicembre 1708) ad individuare la pianta Menyanthes trifoliata come unica pianta del genere.
Il nome scientifico di questa famiglia è stato proposto dal botanico, naturalista e politico belga Barthélemy Charles Joseph Dumortier  (1797-1878) nella pubblicazione "Analyse des Familles de Plantes: avec l'indication des principaux genres qui s'y rattachent. Tournay - 20, 25. 1829" del 1829.

## Descrizione

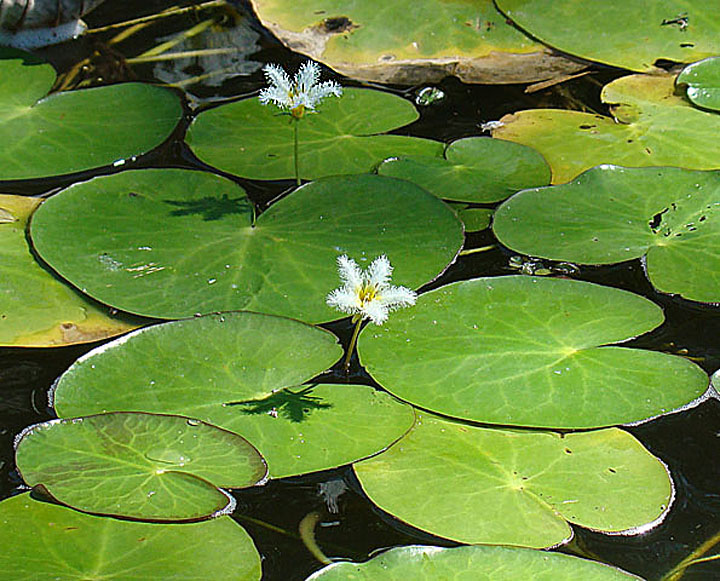
Il portamento
Nymphoides indica

Le specie di questa famiglia sono per lo più piante acquatiche oppure elofite (le gemme perennanti sono immerse nel fango), glabre con fusto ben sviluppato e con cicli biologici perenni o a volte annuali. Le radici sono dei rizomi striscianti. In questa famiglia sono presenti piante monoiche, dioiche o ginodioiche.

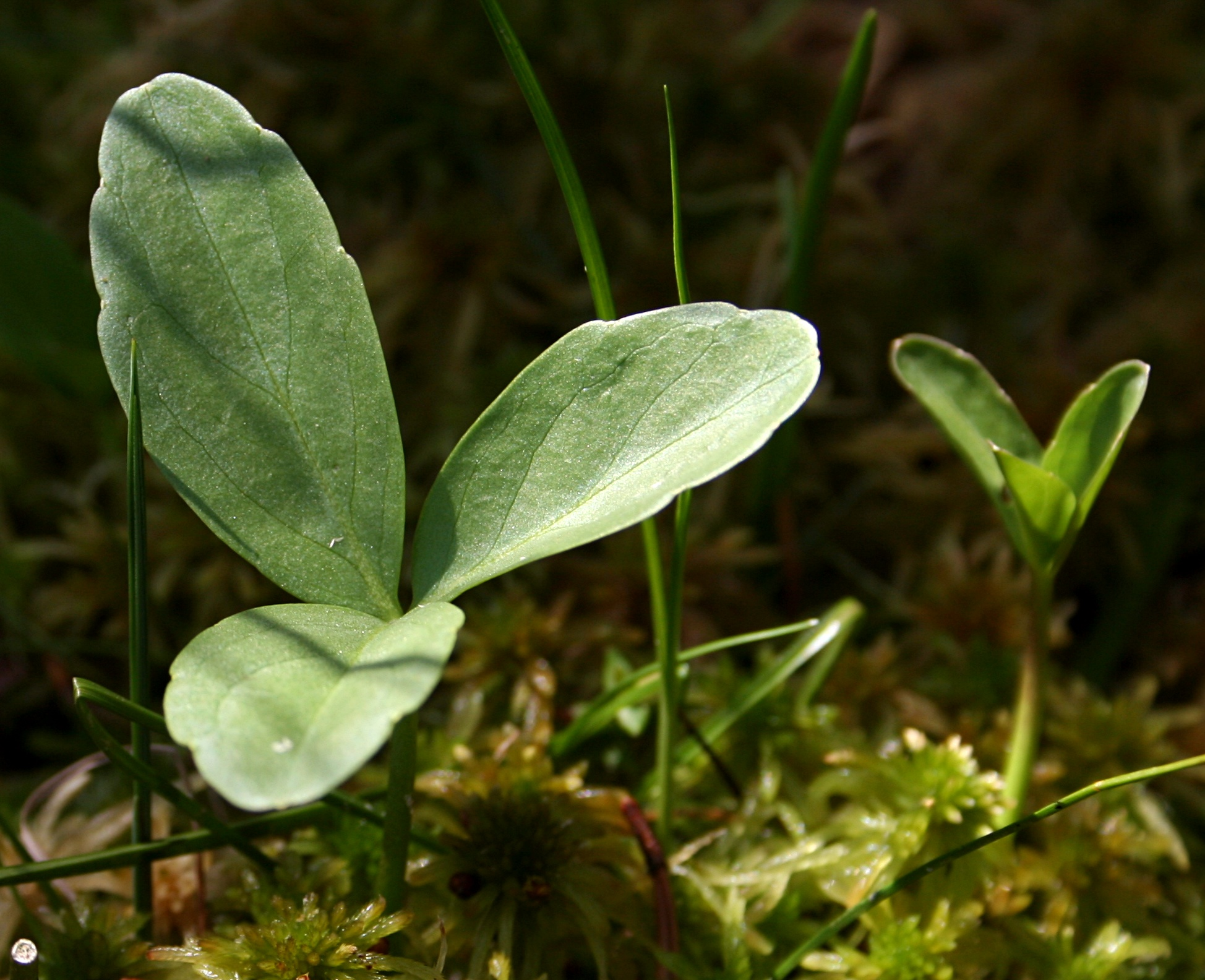
Le foglie
Menyanthes trifoliata

Le foglie lungo il caule sono disposte in modo alterno; la lamina è semplice (lineare, cordata o reniforme) o trifogliata (raramente); i margini sono interi oppure ondulati o irregolarmente dentati o crenati; il picciolo è per lo più allungato, talvolta è inguainante; in qualche caso la foglie è peltata. Sono presenti anche rosette basali. Le foglie possono essere monomorfiche oppure dimorfiche (con forme differenti sulla stessa pianta). Non sono presenti stipole. Le venature sono pennate, palmate o incrociate. Gli stomi sono presenti su entrambe le facce. Possono essere presenti idioblasti sclerenchimatici, ma senza cristalli. Spesso le foglie sono posizionate al livello dell'acqua.
Le Infiorescenze sono multiple (racemi, panicoli o corimbi) o con fiori solitari o anche in copia sia terminali che ascellari. Possono essere presenti delle brattee involucrali (a protezione dei fiori).

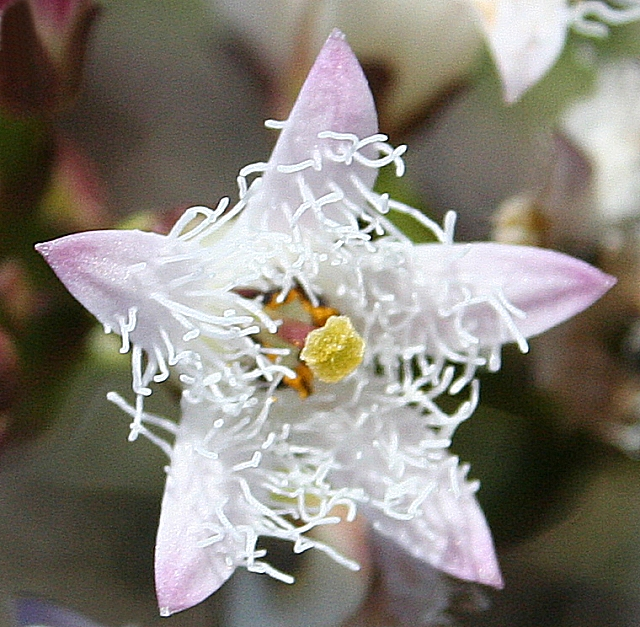
Il fiore
Menyanthes trifoliata

I fiori, con dimensioni medio-piccole, sono ermafroditi (se la pianta non è dioica) e tetraciclici (con i quattro verticilli fondamentali delle Angiosperme: calice – corolla – androceo – gineceo); sono inoltre pentameri (ogni verticillo ha cinque elementi); raramente possono essere tetrameri. I fiori sono inoltre actinomorfi e non hanno mai l'ipanzio libero.
Formula fiorale: * K (5), [C (5), A 5], G (2) (supero/semi-infero), capsula
Calice: i sepali del calice sono liberi o connati (calice gamosepalo), in tutti i casi sono uniti alla base e sono persistenti.
Corolla: la corolla è simpetala con lobi valvati, oppure profondamente lobati (nel bocciolo sono embricati); la superficie interna dei lobi spesso è fimbriata o crestata con margini spesso frangiati. Il colore dei petali è bianco, roseo o giallo. I petali sono caduchi.
Androceo: gli stami dell'androceo sono 5 (raramente 4) epipetali (i filamenti sono situati sui petali), alternati ai lobi della corolla e tutti fertili; le antere sono sagittate, dorsofisse, biloculari, introrse e tetrasporangiate; la deiscenza è tramite fessure longitudinali. Possono essere presenti 5 scaglie alternate ai filamenti, inserite alla base del tubo della corolla e considerate come staminoidi. Il polline è granulare con 3 aperture (normalmente) oppure 6 aperture; è colpato o colporato.
Gineceo: l'ovario del gineceo è supero o semi-infero, bi-carpellare (ovario sincarpico: formato da due carpelli) e uniloculare; la placentazione è parietale; gli ovuli anantropi sono numerosi (da 10 a 100). Lo stilo è variamente lungo con due (o 4) stigmi (o lobi) papillosi. Un disco nettarifero è presente frequentemente intorno all'ovario.
Il frutto è una capsula carnosa oppure non carnosa, con deiscenza regolare o irregolare (oppure è indeiscente), contenente da pochi a tanti semi (4 - 100) con forme lineari, orbiculari o ellissoidi, a volte alati. L'endosperma è abbondante. Il frutto può essere anche una bacca. I cotiledoni sono 2. L'embrione è diritto. Dimensione dei semi: 0,4 - 5,2 mm.

## Riproduzione
La riproduzione è tramite impollinazione entomofila (le piante sono ermafrodite). La dispersione dei semi per lo più è adattata agli ambienti acquatici.

## Distribuzione e habitat
Le specie di questa famiglia sono approssimativamente circa 60 suddivise in cinque generi distinti e distribuite in tutto il mondo con habitat spesso acquatici in zone temperate e/o umide. L'elenco dei generi della famiglia contiene anche informazioni relative alla distribuzione di ciascun genere.

## Tassonomia
Questa famiglia è descritta all'interno dell'ordine delle Asterales (lo stesso ordine delle Compositae, la famiglia più numerosa di specie botaniche) che comprende una dozzina di famiglie e circa 25.000 specie, le cui piante sono caratterizzate dal contenere sostanze di riserva come l'oligosaccaride inulina e dall'impollinazione con meccanismo "a pistone".

### Filogenesi

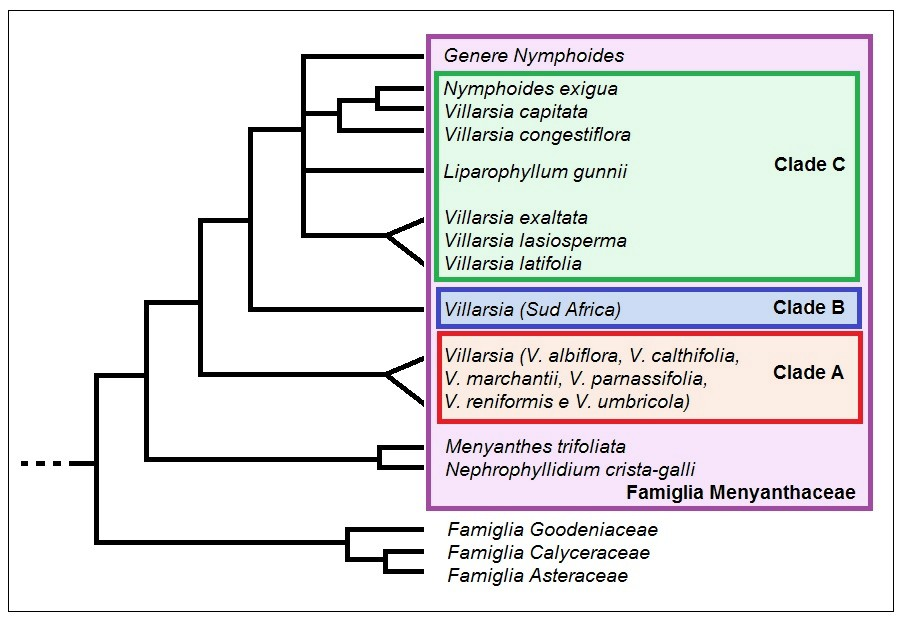
Cladogramma della famiglia Menyanthaceae e famiglie vicine

La classificazione tradizionale delle Menyanthaceae, secondo il (Sistema Cronquist), è relativa all'ordine Solanales; mentre la moderna classificazione filogenetica (APG III) le colloca nell'ordine Asterales in posizione “gruppo fratello” delle famiglie Asteraceae/Calyceraceae/Goodeniaceae. Queste quattro famiglie appartengono ad un clade ben definito (vedi cladogramma a lato) i cui caratteri principali, tra gli altri, sono: portamento soprattutto erbaceo, presenza di acido caffeico, fasci vascolari del fusto separati, elementi vessilliferi, infiorescenze con fiori terminali, calice connato, stami adnati alla corolla e ovario bicarpellare.
L'età di separazione di questa famiglia è stimata attorno ai 54-44 milioni di anni.
I caratteri distintivi della famiglia sono:
- gli steli possiedono dei canali d'aria intercellulari;
- la corolla è unita con petali fimbriati;
- la presenza di inulina immagazzinata;
- le foglie basali si presentano alterne, partenti da un rizoma strisciante e con venature palmate.

In particolare nel genere Nymphoides le foglie sono flottanti e sostengono l'infiorescenza; mentre i generi Menyanthes e Nephrophyllidium si caratterizzano per l'infiorescenza a racemo eretta; mentre le specie del genere Villarsia possiedono una infiorescenza a pannocchia ramificata. Nelle Liparophyllum infine l'infiorescenza ha un unico fiore terminale.
In base agli ultimi studi fatti su questa famiglia, Menyanthaceae è un gruppo monofiletico con i due generi Menyanthes/Nephrophyllidium come “gruppo fratello” al resto della famiglia. Il genere Nymphoides (a parte la specie N. exigua) è rappresentato da un clade nidificato profondamente e caratterizzato (da un punto di vista morfologico) dall'abitudine alle foglie galleggianti.
Il genere Villarsia risulta invece parafiletico distribuito su tre cladi poco supportati:
- (1) un clade A contenente le specie V. albiflora, V. calthifolia, V. marchantii, V. parnassifolia, V. reniformis, e V. umbricola. Questo clade attualmente è riconosciuto come distinto da Villarsia con la denominazione di Ornduffia Tippery & Les, 2009 e comprende in tutto 6 specie.
- (2) un clade B isolato localizzato in Sudafrica contenente tra le altre la specie V. manningiana e la specie tipo V. capensis;
- (3) un clade C eterogeneo comprendente specie di tre generi diversi:

- (a) V. exaltata, V. lasiosperma, e V. latifolia;
- (b) le specie anomale V. capitata e V. congestiflora “gruppo fratello” della specie Nymphoides exigua;
- (c) la specie Liparophyllum gunnii (genere monotipo).

Il cladogramma a lato (tratto dallo studio citato e semplificato) mostra l'attuale (2014) conoscenza filogenetica della famiglia.
Il numero cromosomico delle specie di questa famiglia è compreso nei seguenti valori: 2n = 18, 34, 36, 54.

### Generi della famiglia
La famiglia si compone di 6 generi e 76 specie:

| Genere                        | Numero specie                                          | Distribuzione                                                        |
| ----------------------------- | ------------------------------------------------------ | -------------------------------------------------------------------- |
| Liparophyllum Hook. f., 1847  | 8 spp.                                                 | Nuova Zelanda e Tasmania                                             |
| Menyanthes L., 1753           | 1 sp. (Menyanthes trifoliata L.)                       | Areale circumboreale (tra i 40°N e il Circolo polare Artico)         |
| Nephrophyllidium Gilg, 1895   | 1 sp. (Nephrophyllidium crista-galli (Menzies) Makino) | Asia (Giappone e Corea), Pacifico e Nord America (coste occidentali) |
| Nymphoides Séguier, 1754      | 56 spp.                                                | Cosmopolita                                                          |
| Ornduffia Tippery & Les, 2009 | 6 spp.                                                 | Australia (occidentale)                                              |
| Villarsia Vent., 1803         | 4 spp.                                                 | Australia e Sudafrica                                                |

### Chiave per i generi
Per meglio comprendere ed individuare i vari generi della famiglia l'elenco seguente utilizza in parte il sistema delle chiavi analitiche:
- Gruppo 1A: la lamina delle foglie è trifogliata mentre le foglioline hanno un contorno obovato o ellittico.

- Menyanthes.

- Gruppo 1B: la lamina delle foglie è semplice, arrotondata, cordata, ellittica, ovata, reniforme o lineare;

- Gruppo 2A: la lamina delle foglie è lineare, leggermente succulenta; i frutti sono globosi, carnosi a forma di bacca;

- Liparophyllum.

- Gruppo 2B: la lamina delle foglie è arrotondata, cordata, ellittica o ovata; i frutti sono delle capsule regolarmente o irregolarmente deiscenti, oppure sono indeiscenti e secchi;

- Gruppo 3A: la lamina delle foglie è reniforme con margini profondamente crenati;

- Nephrophyllidium.

- Gruppo 3B: la lamina delle foglie è arrotondata, cordata, ellittica, ovata, raramente è reniforme; i margini delle foglie sono interi, raramente sono minutamente dentato-crenati;

- Villarsia: i frutti sono delle capsule valvate.
- Nymphoides: i frutti sono indeiscenti o con aperture irregolari.

All'elenco sopra è da aggiungere il nuovo genere Ornduffia derivato da Villarsia.

### Famiglie simili
Spesso le Menyanthaceae sono state aggregate alla famiglia Gentianaceae, ad esempio nell'opera "Die Natürlichen Pflanzenfamilien" del botanico e tassonomista tedesco Adolf Engler. Attualmente le Gentianaceae fanno parte dell'ordine Gentianales, clade Euasteridi I secondo la Classificazione APG III, mentre le Menyanthaceae derivano dal clade Euasteridi II. In realtà le due famiglie differiscono per i seguenti caratteri:
- nella disposizione delle foglie lungo il fusto;
- nella corolla induplicato-valvata;
- nell'habitat acquatico e palustre.

## Alcune specie

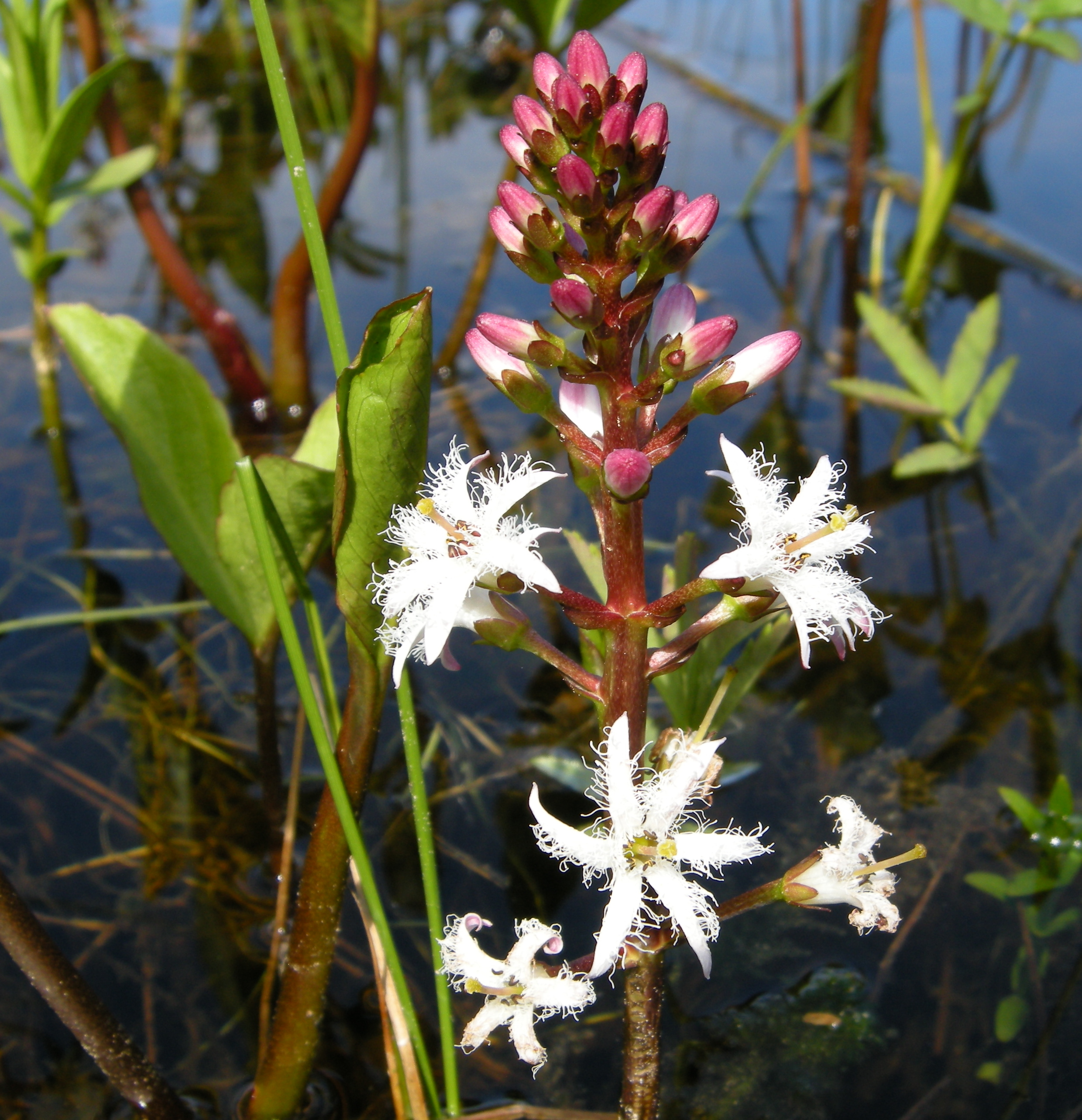
Menyanthes trifoliata
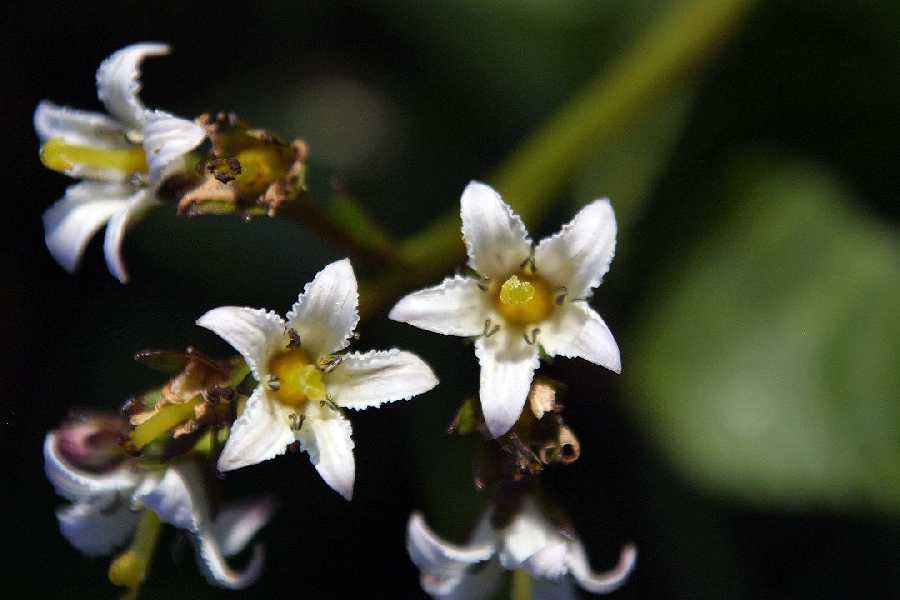
Nephrophyllidium crista-galli
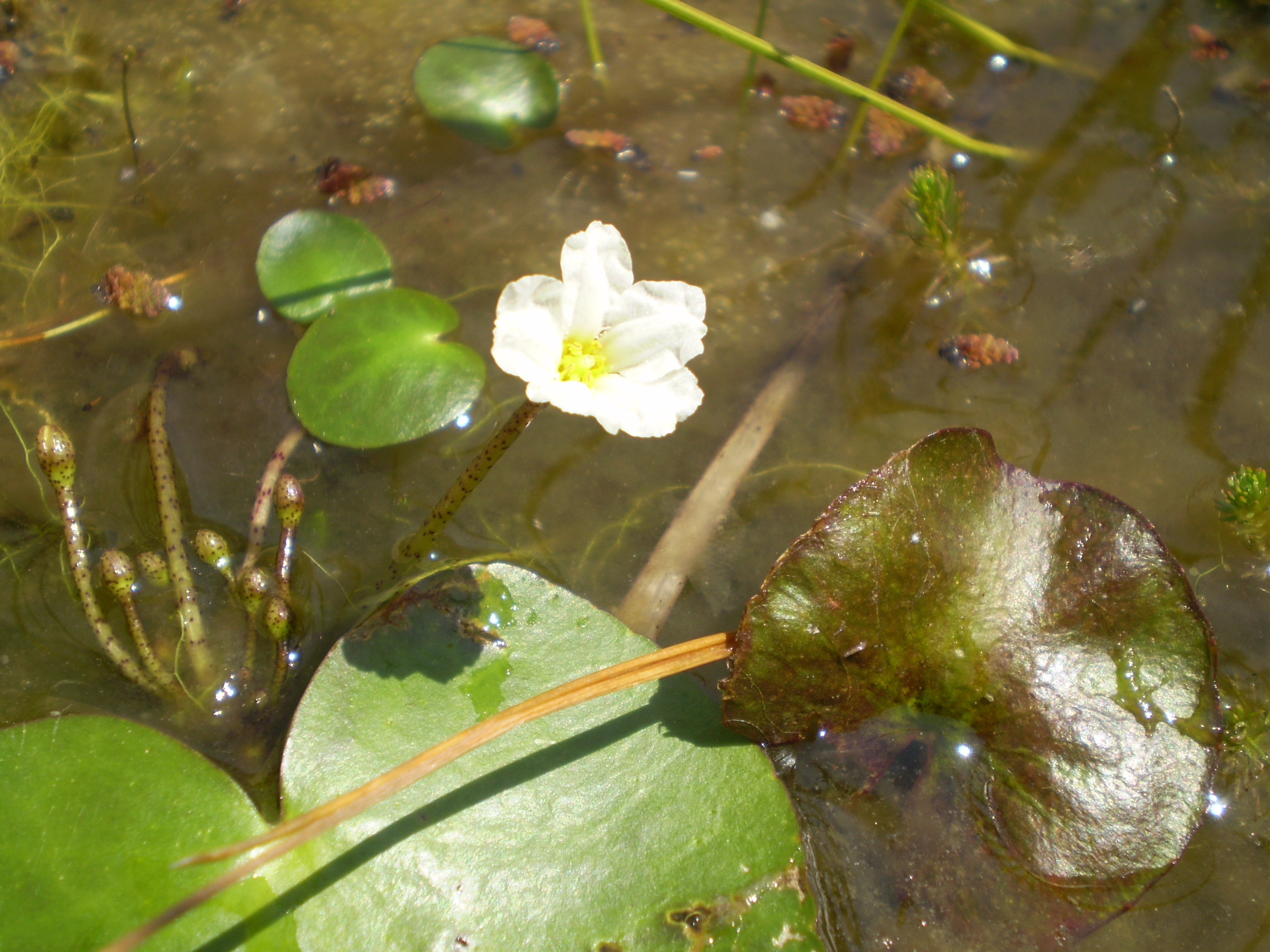
Nymphoides aquatica
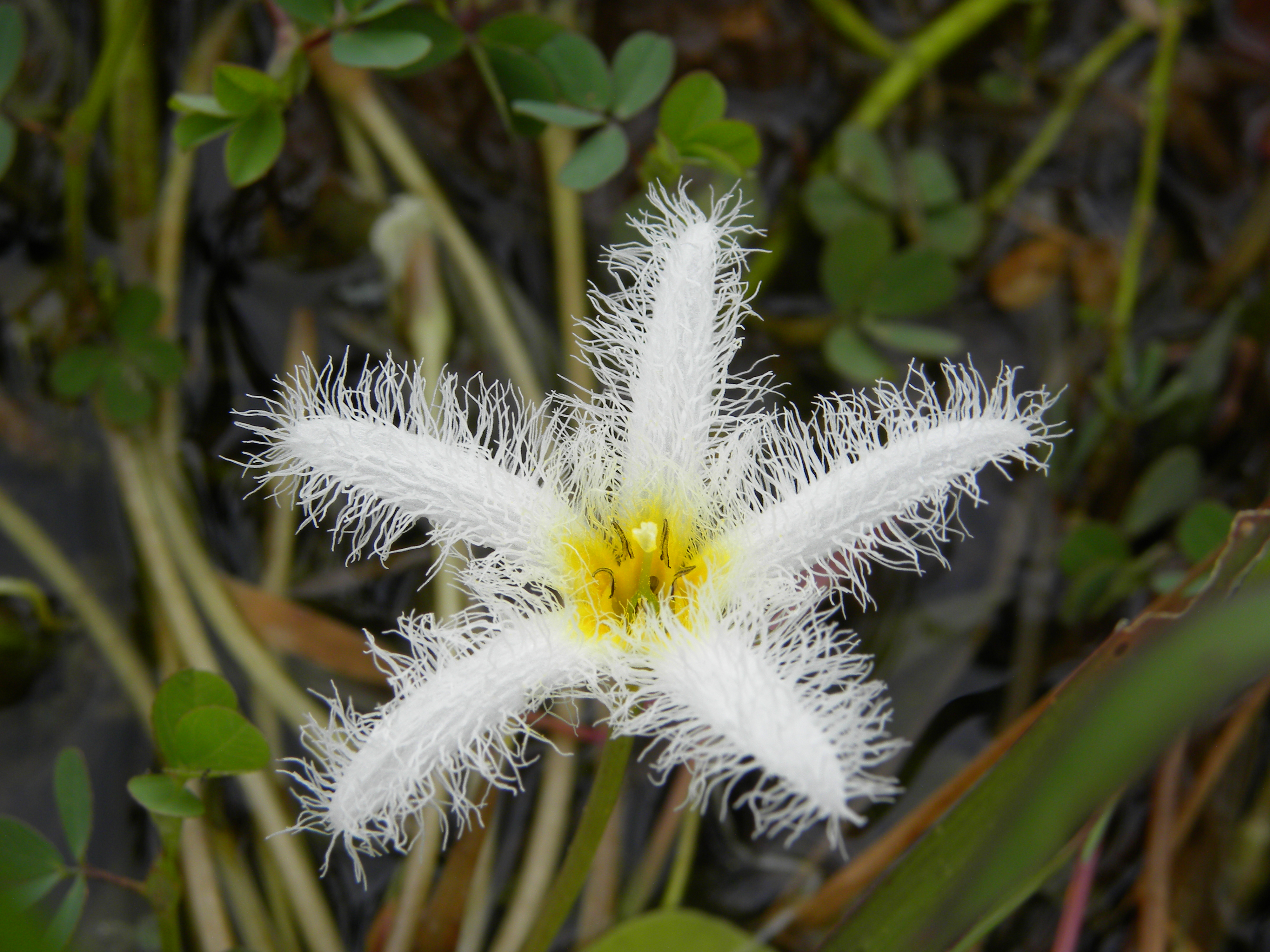
Nymphoides indica
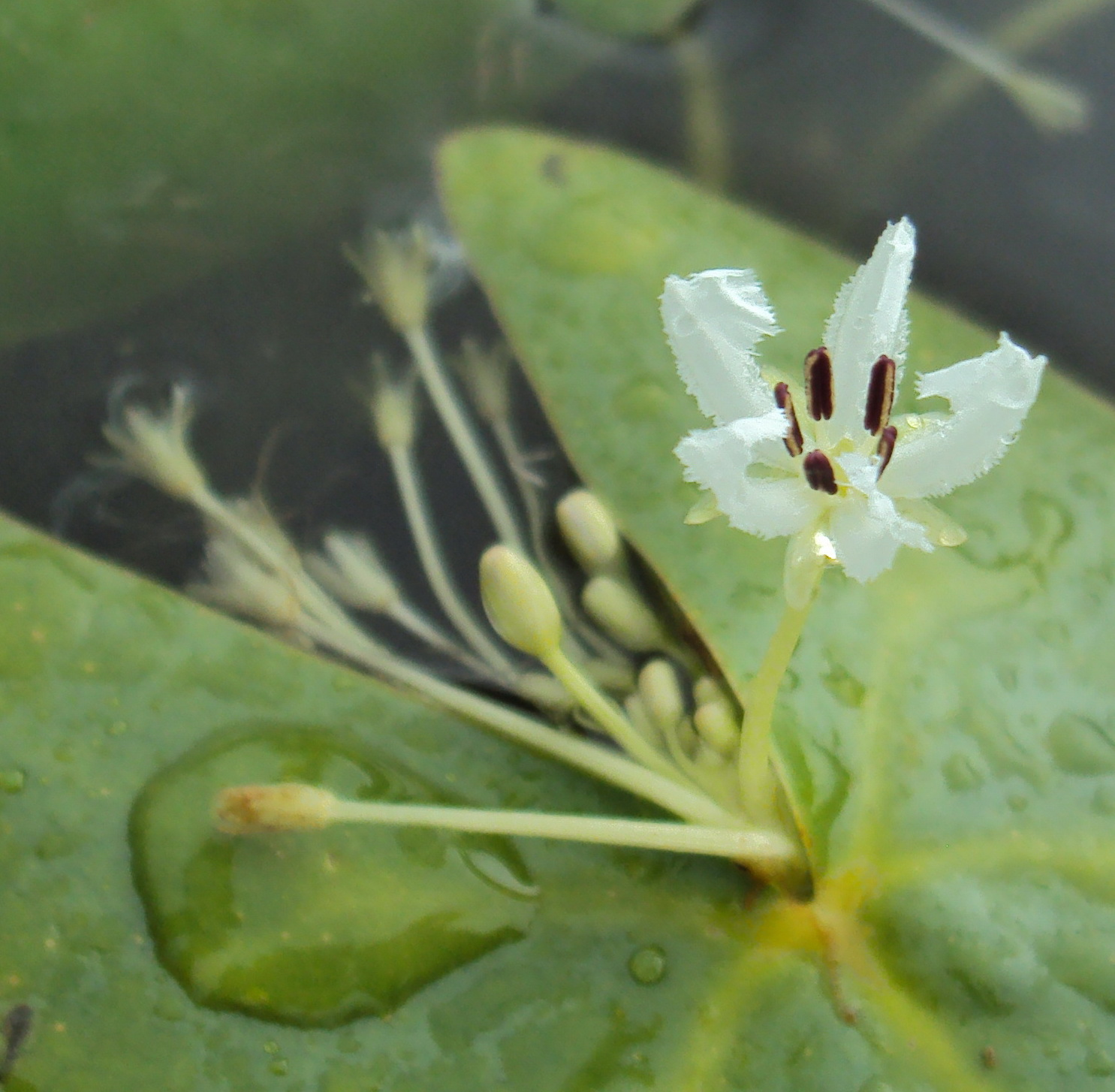
Nymphoides krishnakesara
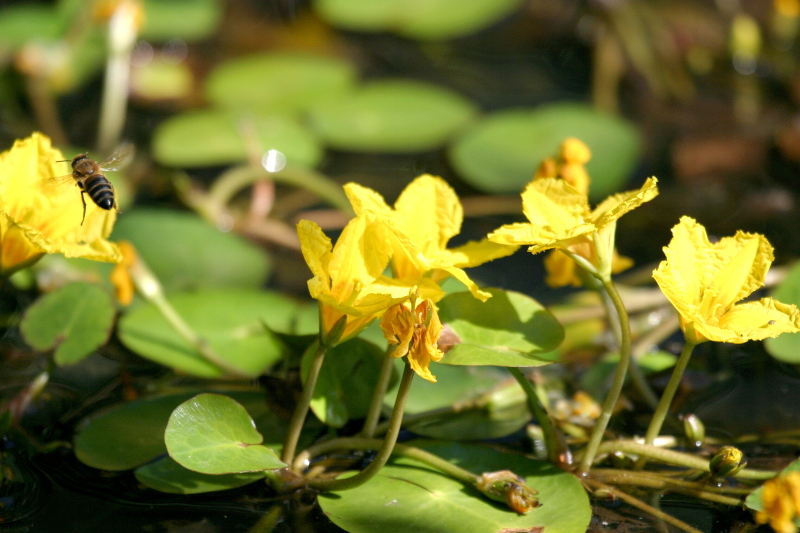
Nymphoides peltata
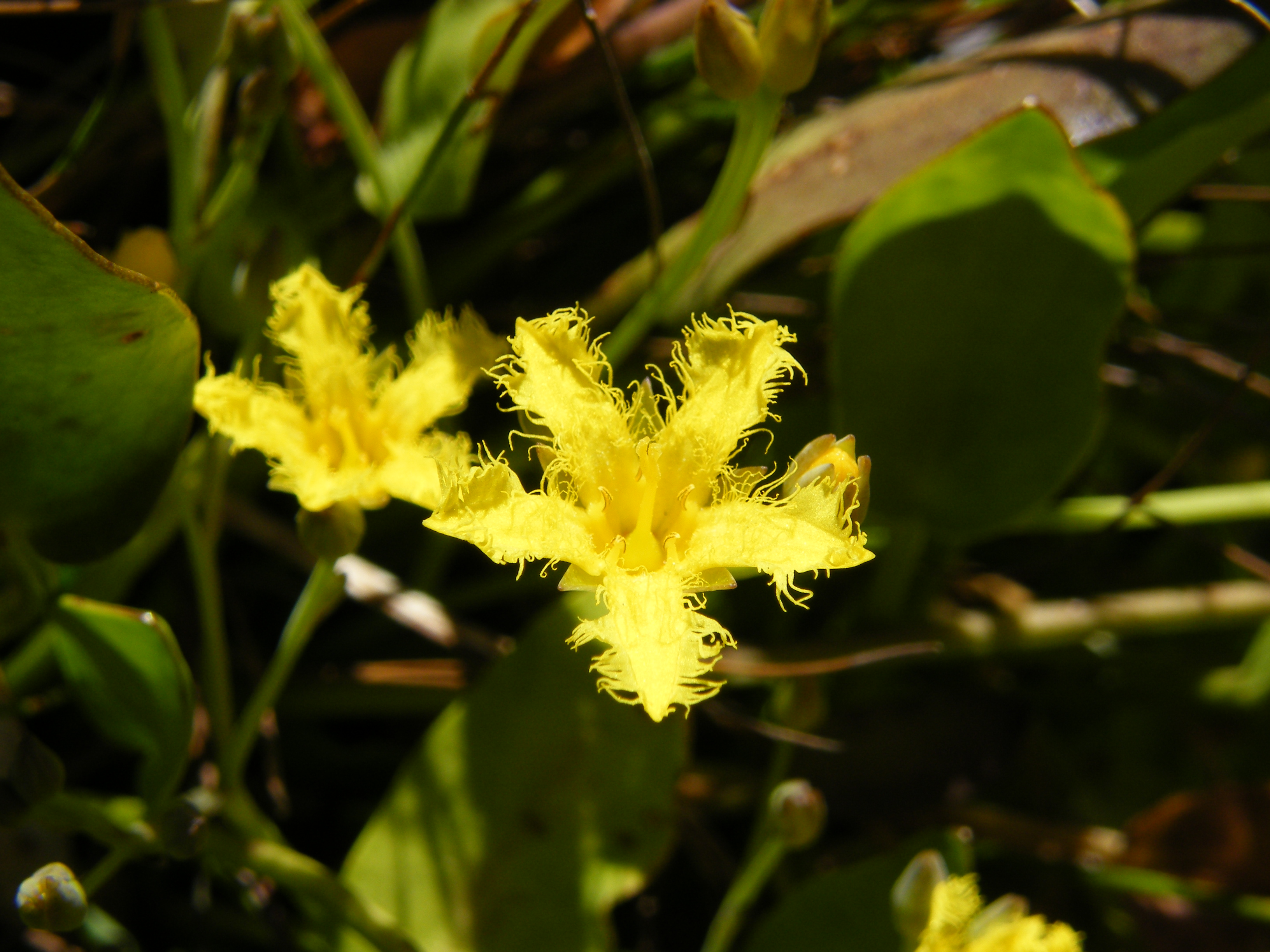
Villarsia capensis